# Régine Crespin
Régine Crespin (Marsella; 23 de febrero de 1927 - Clichy; 5 de julio de 2007) es considerada la única gran soprano dramática aparecida en Francia desde la Segunda Guerra Mundial y la sucesora de las legendarias Lucienne Bréval (1869-1935) y Germaine Lubin (1890-1979).

## Inicios
Nació en Marsella, a los cinco años la familia se trasladó a Nimes. Las privaciones de la Segunda Guerra Mundial y el alcoholismo de su madre afectaron profundamente su infancia. Inició sus estudios musicales al fracasar el examen para obtener su Baccalauréat. Su padre le permitió estudiar en el Conservatorio de París donde recibió lecciones de Suzanne Cesbron-Viseur, Georges Jouatte y Paul Cabanel. 
Su primer concierto con orquesta fue en abril de 1947, en el Theatre Ancièn de Nimes dirigida por E. Carriere. En 1950 debutó en ópera en Mulhouse como Elsa de Lohengrin, otras fuentes mencionan su debut en Reims en 1948 como Charlotte de Werther. Sus primeros años profesionales transcurrieron en teatros de ópera de provincias donde cantó La Tosca de Puccini - en francés - Margarita de Faust, Aida, Fiordiligi, la Condesa de Las bodas de Fígaro, Donna Anna de Don Giovanni, Marina de Borís Godunov, Rezia de Oberon y su favorita Penélope de Fauré que llevó a París en 1956, año de su debut en el extranjero como Desdémona de Otello en Bilbao.

## Soprano (1950-1972)
Su porte imponente y medios exuberantes, envolvente sonoridad e incomparable exquisitez en la enunciación e intención del texto la ubican en un sitial de privilegio entre las cantantes del siglo XX. Fue apodada La Leona, con innato encanto francés aportó calidez a las heroínas alemanas y aristocracia a las mediterráneas. Se destacó principalmente en el repertorio wagneriano, en la revalorizacion del repertorio francés y las épicas de Berlioz con exitosas incursiones en el repertorio spinto italiano como Tosca (Puccini), Santuzza (Cavalleria Rusticana), La Gioconda (Ponchielli) y en papeles de Verdi (Amelia, Leonora y Desdémona en Otello).

## Consagración internacional
El éxito internacional llegó en 1958 cuando Wieland Wagner, el nieto del compositor y revolucionario director escénico, la eligió para Kundry en Parsifal en el Festival de Bayreuth. Se casó con el lingüista Lou Brouder que la había entrenado en idioma alemán para ese papel. En Bayreuth y otros teatros desarrolló una memorable carrera en papeles de joven-dramática wagneriana como Senta (Der fliegende Holländer), Elisabeth (Tannhäuser), Elsa (Lohengrin) y como esplendorosa Siglinda en Die Walküre. El año siguiente interpretó la Mariscala en el Festival de Glyndebourne junto al caballero de la rosa de Elisabeth Söderström.
En 1961 conquistó al público del Teatro Colón de Buenos Aires como Kundry de Parsifal y la Mariscala de Richard Strauss. Favorita de la audiencia porteña retornó en 1962 como Tosca y Penélope de Fauré, en 1964 en la doble asignación de Casandra y Dido de la monumental Les Troyens de Berlioz y como Ifigenia en Iphigenie in Tauride de Gluck; en 1965 como Charlotte de Werther de Massenet, nuevamente Tosca y Marguerite en La condenación de Fausto de Berlioz. En 1969 volvió para cantar Kundry y en 1976 Carmen. Se despidió de Buenos Aires en 1987 con La Medium y la Condesa de La dama de picas de Chaikovski.
En 1962, también como la Mariscala de Der Rosenkavalier repitió el éxito en su debut en el Metropolitan Opera de New York dirigida por Lotte Lehmann, la Mariscala preferida de Strauss que la nombró su sucesora. En el MET cantó Amelia, Senta, Elsa, Kundry, Charlotte, Tosca, Carmen y en 1967 Sieglinde en Die Walküre dirigida por Herbert von Karajan con Birgit Nilsson como Brunilda. En 1977 dominó el estreno - en inglés - de Dialogues de Carmélites de Poulenc como la anciana priora, Madame de Croissy, papel con el que se despidió de la audiencia metropolitana en 1987. En 1957, Crespin había participado en el estreno francés en el Palais Garnier de la ópera de Poulenc quien compuso el rol de la nueva priora, Madame Lidoine, para ella. Se retiró en 1989
Otros teatros importantes durante su trayectoria fueron la Ópera Lírica de Chicago (debut americano en 1962), la San Francisco Opera, la Ópera Estatal de Viena, la Ópera Alemana de Berlín, el Festival de Glyndebourne, el Festival de Salzburgo y la Ópera de París con la que siempre mantuvo tirantes relaciones (en 1974 fue abucheada durante las representaciones de Les contes d'Hoffmann). En La Scala cantó Fedra de Ildebrando Pizzetti, en Covent Garden Senta y Fidelio; en Nueva York revivió el oratorio Maria Magdalena de Massenet y en el Festival de Aix-en-Provence, Ariadne auf Naxos.

## Mezzosoprano (1973-89)
Con la disminución de medios y pérdida de agudos a partir de 1973 realizó una exitosa la transición al registro y repertorio de mezzosoprano imponiéndose como Carmen, con desenfadado humor en operetas de Offenbach (La gran duquesa de Gerolstein, La perichole y La belle Helene), como Dulcinea en Don Quijo de Massenet y en roles de carácter que requerían dotes histriónicas de envergadura (The Medium de Menotti, Madame de Croissy de Dialogues de Carmélites de Poulenc y la Condesa de La dama de picas de Chaicovski).

## Retiro y vida privada
En 1989, se retiró del escenario pero continuó enseñando en el Conservatorio de París y en Masterclasses en San Francisco y Nueva York.
Se había divorciado de Lou Bruder en 1969, no tuvo hijos.
En 1972 fue condecorada con la Cruz de Caballero de la Legión de Honor del gobierno francés, en 1982 condecorada Oficial y en 1994 Commandeur des Arts et des Lettres.
En 2005 recibió el Premio Opera News otorgado por el Metropolitan Opera Guild de New York.
En 1982 publicó su autobiografía La vie et l'amour d'une femme (en inglés On Stage, Off Stage: A Memoire) donde valientemente narra su turbulenta vida profesional, privada y su lucha contra el cáncer que el 5 de julio de 2007 provocó su fallecimiento en París.
Sus restos descansan en el sector 87 del cementerio de Père-Lachaise de París.

## Anecdotario

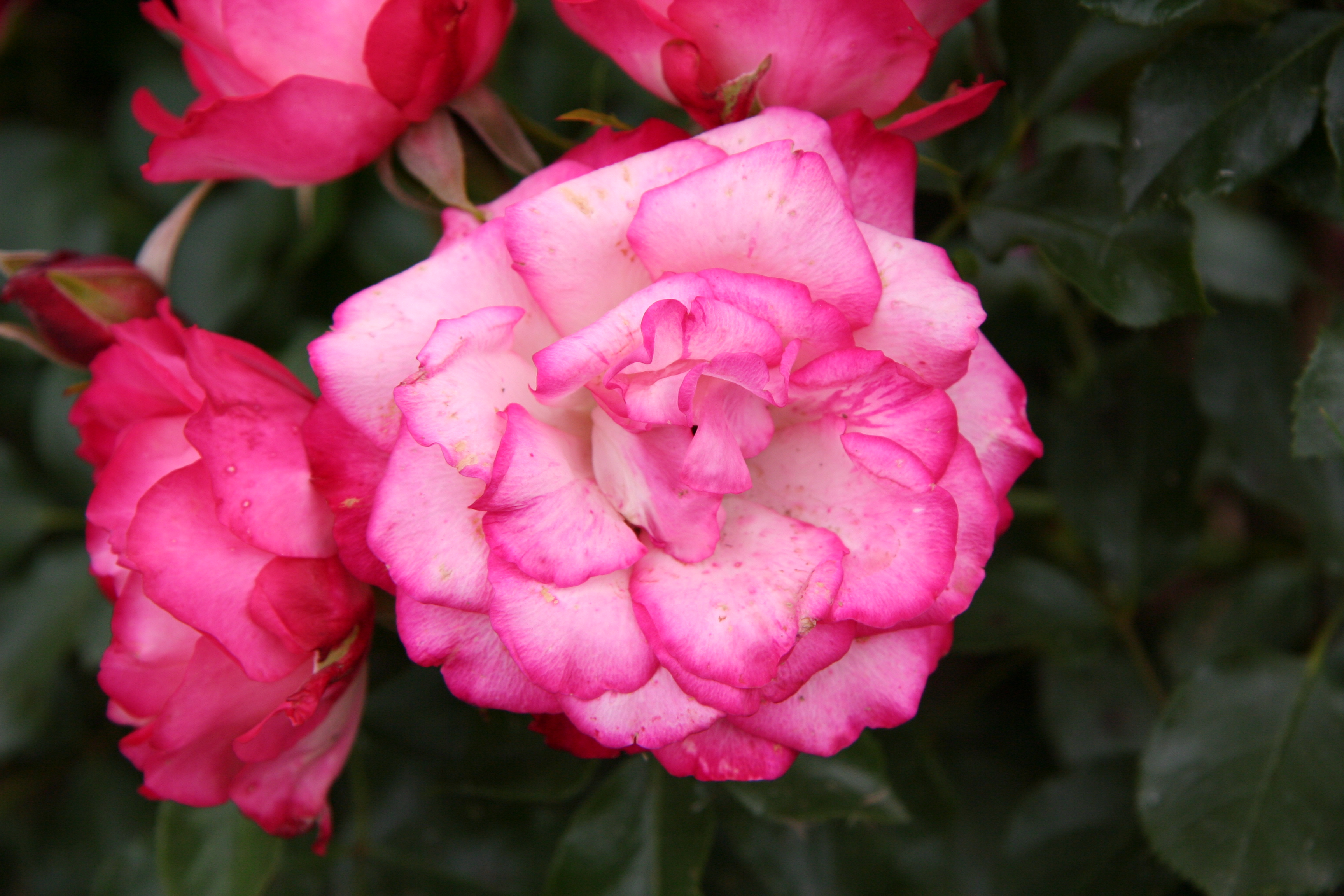
Rosa Régine Crespin

- Lamentó no haber accedido ante la insistencia del director Herbert von Karajan cuando le propuso asumir el rol de Elizabeth de Valois en Don Carlo de Verdi.
- Su caudal vocal era tan grande como difícil de captar por los micrófonos, por eso los ingenieros de sonido del sello DECCA la llamaban El cañón francés.
- El renombrado horticultor Georges Delbard creó la rosa que lleva su nombre (Rose Régine Crespin)

## Grabaciones
En Parsifal, del Festival de Bayreuth de 1960, bajo la dirección de Hans Knappertsbusch interpretando el personaje de Kundry. Antológicas Les nuits d'été - en especial El espectro de la rosa - de Berlioz y Shéhérazade de Ravel dirigidos por Ernest Ansermet con la Suisse Romande Orchestre en 1963. Grabó Sieglinde para la primera integral en estéreo de Der Ring des Nibelungen bajo la batuta de Georg Solti y posteriormente una formidable y femenina Brünnhilde en Die Walküre para Herbert von Karajan con la Filarmónica de Berlín. Las extenuantes representaciones posteriores en este papel en Nueva York y el Festival de Pascua de Salzburgo se mencionan como probables causas del comienzo de su declive vocal. En 1969 grabó su celebrada Mariscala para el registro completo bajo las órdenes de Georg Solti. No obstante, es un disco de extractos de 1965 dirigido por Silvio Varviso el mejor ejemplo de su Mariscala sólo equiparable a la de Elisabeth Schwarzkopf.
Otros registros:  Wesendonck Lieder (Canciones de Mathilde Wesendonck) de Richard Wagner, escenas de Les Troyens de Berlioz, Lieder de Schumann, melodías de Fauré, Debussy, Joseph Canteloube, Roussel, Satie, Ravel, Poulenc, Schubert y en la segunda fase de su carrera, Carmen, Dulcinée en Don Quichotte de Massenet y operetas de Offenbach en el álbum Prima Donna en París donde rinde homenaje a las Prima Donnas francesas que le antecedieron desde Hortense Schneider hasta Yvonne Printemps.

## Discografía principal
- Beethoven, Scena e Aria Ah perfido!, Schippers

- Berlioz, Les nuits d'eté, Ansermet

- Berlioz, Les Troyens (exc.), Pretre

- Berlioz, La condenación de Fausto, Monteux

- Bizet, Carmen, Lombard

- Fauré, Penélope, Hillebrecht

- Gluck, Iphigenie in Tauride (exc), Sebastian, Teatro Colón

- Massenet, Don Quichotte, Kord

- Offenbach, La vie parisienne, Plasson

- Offenbach, La gran duquesa de Gerolstein (La Grand-Duchesse de Gerolstein), Plasson

- Offenbach, La Perichole, Plasson

- Poulenc, Diálogos de carmelitas,(Mme. Lidoine) Dervaux, 1958

- Poulenc, Diálogos de carmelitas,(Mme. de Croissy), Marty, 1980

- Ravel, Sheherazade, Ansermet

- Schumann, Liederkreis Op.39, Wustman

- R.Strauss, Der Rosenkavalier, Solti

- R.Strauss, Der Rosenkavalier (exc), Varviso

- Wagner, Die Walküre (Sieglinde), Solti

- Wagner, Die Walküre (Brünnhilde), Karajan

- Wagner, Parsifal, Knapperstsbusch

- Wagner, Wesendonck Lieder, Pretre

- Arias italianas, Downes

- Arias francesas, Etcheverry

- Arias de Verdi, Wagner, Rossini y Berlioz, Ackermann

- Songs Ravel and Satie, Wustman

- Prima Donna in Paris, Sebastian

- Régine Crespin, A Portrait (4 CD)

- The very best of Régine Crespin

DVD
- Régine Crespin: Berlioz, Faure, Schubert, Ravel, etc.
- Metropolitan Opera Centennial
- Escenas de Un ballo in maschera con Franco Corelli.
- Tosca: I lived for Art - Entrevista a famosas intérpretes de  Tosca de Puccini.